# Colpodium hedbergii
Colpodium hedbergii là một loài cỏ thuộc họ Poaceae.
Loài này chỉ có ở Kenya.
Môi trường sống tự nhiên của chúng là sông ngòi and Alpine đất ngập nước.